# 瀧口修造
瀧口 修造（たきぐち しゅうぞう、1903年（明治36年）12月7日 - 1979年（昭和54年）7月1日）は、近代日本を代表する美術評論家、詩人、画家。戦前・戦後の日本における正統シュルレアリスムの理論的支柱であり、近代詩の詩人とは一線を画す存在。

## 経歴

### 出生
1903年、富山県婦負郡寒江村（のち呉羽町、現：富山市）大塚に3人姉弟の長男として生まれる。家は祖父の代から医者であり、長男の修造は当然家業を継ぐものとして期待されていた。だが、それに反するかのように本人は子供の頃から大の学校嫌いで、よく家の大黒柱につかまっていたという。小学5年生のある日、父の勤めている病院に連れて行ってもらい、実際の手術の現場を見せてもらったところ、あやうく卒倒しかける。その帰りの食堂で、父に医者にはなりたくない、と言うと父は黙って微笑んでいた。その数日後、父は急死した。
1921年、富山県立富山中学校（現：富山県立富山高等学校）卒業。医学部受験準備を理由に上京するも、1922年母たき急死。医学部進学を断念、日進英語学校に通う。1923年4月、慶應義塾大学予科に入学するも、講義より図書館でウィリアム・ブレイクなどを原書で読むことのほうが多くなる。関東大震災被災後の12月に大学を退学。持っていた文学書等を売り払い、文学を「清算」して姉のいる北海道小樽市に身を寄せる。ブレイクの「無垢なイノセンス」に触発され、そこで小学校教員でもやり一生を過ごそうと思うが、どうしてもなれなかった。姉と一緒に文房具店兼手芸材料店「島屋」を開くが、姉や身内の強い説得にあい、1925年慶應義塾大学文学部に再入学。

### シュルレアリスムとの出会い
1926年、友人永井龍男らのすすめで同人誌『山繭』に参加。同人の富永太郎が亡くなったすぐあとだった。同人には他には小林秀雄などがいた。
イギリスのオックスフォード大学から帰国した西脇順三郎に、卒業まで5年間教わる。西脇から西洋の最新のモダニズム詩運動について聞き、また西脇の自宅でダダイスムやシュルレアリスムを知り、アルチュール・ランボー、アンドレ・ブルトン、ポール・エリュアールなどを原書で読み、次第に影響を受ける。1927年には西脇を中心にシュルレアリスム詩「馥郁タル火夫ヨ」（アンソロジー）を刊行。1928年『山繭』に詩編「地球創造説」を発表。同人間に衝撃を与えた。同年、上田敏雄、上田保 (英文学者)、北園克衛、山田一彦、冨士原清一、三浦幸之助らで『衣裳の太陽』（編集発行人：冨士原清一）発刊、また詩雑誌『詩と詩論』（編集人：春山行夫、厚生閣書店刊）同人となる。1930年、シュルレアリスムの国際交流を目指す『LE SURRÉALISME INTERNATIONAL』（主唱者：瀧口修造、編集発行人：冨士原清一）を創刊、日本語版のみ、一冊のアンソロジーで終わる。しかしこの路線は後に『L'ÉCHANGE SURRÉALISTE』（山中散生編、1936年、ボン書店刊）、「海外超現実主義作品展」（1937年）として結実する。

### 画壇との交渉
1930年にはアンドレ・ブルトンの『超現実主義と絵画』を翻訳。本書は、日本における本格的なシュルレアリスムの最初の文献として美術家に広く読まれ、シュルレアリスムの美術界への波及に大きな役割を果す。これにより瀧口は日本におけるシュルレアリスムの権威として、美術批評などで徐々に名を広めていく。
1931年、慶應義塾大学文学部英文科卒業。
翌年、PCL映画製作所（現：東宝）に入社。日本で初のスクリプター（記録係）となり、数年間一労働者として働く。
1933年に山中散生の企画・開催した巴里東京新興美術展にて、はじめてエルンスト、タンギー、ミロを見た。
1935年、鈴木綾子 と結婚。
1936年 には瀧口修造が中心となって難波田龍起、末松正樹、大塚耕二らとともにアヴァンギャルド芸術家クラブを結成した。
1937年 にアンドレ・ブルトン、ポール・エリュアール、ジョルジュ・ユニエらを通じ、山中散生とともに企画した「海外超現実主義作品展」を東京で開催（のち京都・大阪・名古屋・福井を巡回）、 阿部芳文と詩画集『妖精の距離』を発表した。

### 暗鬱たる時代（戦中～終戦）
1938年、阿部芳文、永田一脩、今井滋、田中雅夫らとともに前衛写真協会を結成。『みづゑ』誌上で「マルセル・デュシャン（調革の論理）」を発表。同年アンドレ・ブルトン制作の『シュルレアリスム簡約辞典』 に妻・綾子、山中散生、下郷羊雄、大塚耕二、岡本太郎らと共に掲載された。同年に戸坂潤の求めで『近代藝術』（三笠書房）を刊行。
1941年3月、当局に前衛思想が危険視され、シュルレアリスム系の画家である福沢一郎とともに、治安維持法違反容疑で特高に逮捕される。警視庁杉並警察署に留置を受け、8ヶ月間にわたりシュルレアリスムと国際共産党の関係を糾問される（起訴猶予のまま同年11月に釈放）。この逮捕により、戦前の日本のシュルレアリスム運動は終息に向かった。1945年5月25日、東京最後の空襲で自宅が全焼し、戦前の活動を記した全ての原稿や文献が失われた。敗戦の日を金沢市の綾子夫人の実家で迎え「しびれるような解放感」を味わった。

### 戦後
戦後は主に評論家として活躍。実験工房を主催するとともに、美術評論を数多く著し、戦前に引き続き旺盛な活動を行った。マルセル・デュシャンやアンドレ・ブルトンを始めとする海外の作家とも交流を持った。国際文化振興会の嘱託となる。
1950年には植村鷹千代と江川和彦、村井正誠、阿部展也、古沢岩美、小松義雄、岡本太郎、北脇昇、福沢一郎らと日本アヴァンギャルド美術家クラブ創立に参加した。
1951年から、神田駿河台のタケミヤ画廊にて多くの企画展を開催する。タケミヤ画廊は画材店竹見屋からの提案を受けて、会場使用料無料で若手作家の発表の場を設けるものであった。作家のなかには野見山暁治、河原温、草間彌生らがいた。池田満寿夫、加納光於はタケミヤ画廊でデビューを果たした。6年8ヶ月に渡り開催された展覧会は201回にのぼる。
また、読売アンデパンダン展の企画運営にも関与し、当時の新進の芸術家に自由な表現の場を提供する。これらの活動などにより、1950年代から1960年代にかけて、当時の芸術家の卵たちに絶大な信頼を受ける。
1952年に国立近代美術館運営委員。1959年に欠席した美術評論家連盟の総会で会長に選ばれ、2期務める。
1958年、パリでブルトンを訪問。この時期は東京画廊・山本孝と企画展を行った。
1960年頃より創作活動を再開。デカルコマニーの制作も行った。

### 晩年
1965年、赤瀬川原平の「千円札裁判」で特別弁護人となる。1966年、日本展開催のために来日したジョアン・ミロと出会い、後に共著詩画集『ミロの星とともに』（平凡社、1978年）を刊行した。晩年は佐谷画廊・佐谷和彦が関わり、没後も度々作品展示を行った。
1979年、心筋梗塞のため死去。享年75。瀧口の所持していた1万点に及ぶ美術資料は、多摩美術大学で瀧口修造文庫として所蔵。また作品と遺品の多くは富山県美術館に瀧口修造コレクションとして収蔵される。また母校の慶應義塾大学アート・センター内にも、瀧口修造アーカイヴが設けられ、作品や資料が保存・公開されている。

## 評価
- 飯島耕一は、「瀧口修造の仕事は、言わば「ある大きな虚」に向かっての、小さな手仕事による燔祭であった。（略）「虚」に向かって、と言ったが、埴谷雄高のドストエフスキー的な「虚」ではなく、ゲルマン的な「虚」でもなく、やはりラテン的な「虚」であり、わたしはつめたい富山の日本海の流れをも想起するのである」と書いている[9]。

## 関連文献
- 『現代詩読本　瀧口修造』思潮社、新装版1985年
- 『コレクション瀧口修造』 全13巻・別巻1、みすず書房、1991年-1998年
監修 大岡信・武満徹・東野芳明・鶴岡善久・巖谷國士。別巻「補遺／瀧口修造研究」
- 『瀧口修造 白と黒の断想』幻戯書房、2011年。上記未収録の文集
- 復刻コレクション・日本シュールレアリスム 全14巻 本の友社 1999-2001年
  - 1巻『シュールレアリスムの詩と批評』 和田博文編
  - 5巻『滝口修造・ブルトンとの交通』 沢正宏編 ほか
- 「現代の芸術と批評叢書17」ゆまに書房 1995年 - 厚生閣書店 昭和5年（1930）刊の復刻
  - 『超現実主義と絵画』 アンドレ・ブルトン 滝口修造訳
- 『瀧口修造の詩的実験　1927～1937』思潮社、復刻2003年